# Euphyia mecynata
Euphyia mecynata är en fjärilsart som beskrevs av Achille Guenée 1858. Euphyia mecynata ingår i släktet Euphyia och familjen mätare. Inga underarter finns listade i Catalogue of Life.